# Balatonkenesei tátorjános
Das Fauna-Flora-Habitat-Gebiet Balatonkenesei tátorjános liegt auf dem Gebiet der Gemeinde Balatonkenese in Ungarn. Das 6,75 Hektar große Schutzgebiet liegt am Ostufer des Plattensees und umfasst einen Standort des Tatarischen Meerkohls. Auch andere geschützte Pflanzenarten, wie z. B. Sternbergia colchiciflora, kommen hier vor. Das Gebiet liegt mehr oder weniger isoliert inmitten der Siedlungsfläche von Balatonkenese oberhalb einer großen Lösswand.
Balatonkenesei tátorjános ist das kleinste der ungarischen FFH-Gebiete. Es wurde 2004 gemeldet und 2010 als Spezielles Erhaltungsgebiet (SAC) ausgewiesen. Ein Teil der Fläche ist auch als Naturschutzgebiet ausgewiesen.

## Schutzzweck

### Arteninventar
Folgende Arten von gemeinschaftlichem Interesse kommen im Gebiet vor:
| Bild | EU Code | * | Art                  | wissenschaftlicher Name | Artengruppe |
| ---- | ------- | - | -------------------- | ----------------------- | ----------- |
|      | 1227    |   | Tatarischer Meerkohl | Crambe tatarica         | Pflanzen    |